# Ютяо
Ютяо (кит. 油條) — блюдо китайской кухни, представляющее собой жаренные во фритюре до золотисто-коричневого цвета нарезанные полоски теста; имеет распространение не только в Китае, но и в странах Юго-Восточной Азии. Традиционно готовится солёным и делается таким образом, чтобы его можно было разломать на две части по длине. В Китае это блюдо часто является компонентом завтрака вместе с рисовой кашей и соевым молоком.
Ютяо также может служить начинкой для шаобинов — лепёшек из слоёного пшеничного теста, в этом случае блюдо называется «шаобин ютяо» (кит. 燒餅油條). Название «ютяо» распространено по всему Китаю, хотя, например, на севере и в Гонконге для него существуют другие названия.